# 天堂镇 (天祝县)
天堂镇（藏語：མཆོད་རྟེན་ཐང་གྱོང་རྡལ།，藏语拼音：Qoidêntang Kyongdai），原天堂乡（藏語：མཆོད་རྟེན་ཐང་ཞང༌།，藏语拼音：Qoidêntang Xang），是中华人民共和国甘肃省武威市天祝藏族自治县下辖的一个乡镇级行政单位。

## 行政区划
天堂镇下辖以下地区：
天堂村、那威村、本康村、科拉村、菊花村、雪龙村、查干村、业土村、麻科村、朱岔村、保干村、大湾村和小科什旦村。

## 名胜古迹
- 天堂寺（藏語：མཆོད་རྟེན་ཐང༌།，藏语拼音：Qoidên Tang；音“乔典堂”，谐音“朝天堂”）位于此乡中心地带。